# Хонобод (станция метро)
Хонобод (узб. Xonobod) — станция Ташкентского метрополитена.
Открыта для пассажиров 25 апреля 2023 года в составе второго участка Линии Тридцатилетия независимости Узбекистана: «Куйлюк» — «Курувчилар».
Расположена между станциями «Толарик» и «Курувчилар».

## История
Проектное название — «Хонободтепа». Некоторое время после открытия станция носила временное название «11-бекат» (узб. 11-bekat). 9 августа 2023 года, после опросов жителей города, станция официально получило название «Хонобод».

## Характеристика
Станция: надземного типа с островной платформой. С северо-восточной стороны оборудована лифтом для маломобильных пассажиров. С юго-западной стороны в основном вестибюле установлен 3-ленточный эскалатор.